# Fragmentum de Arnulfo duce Bavariae

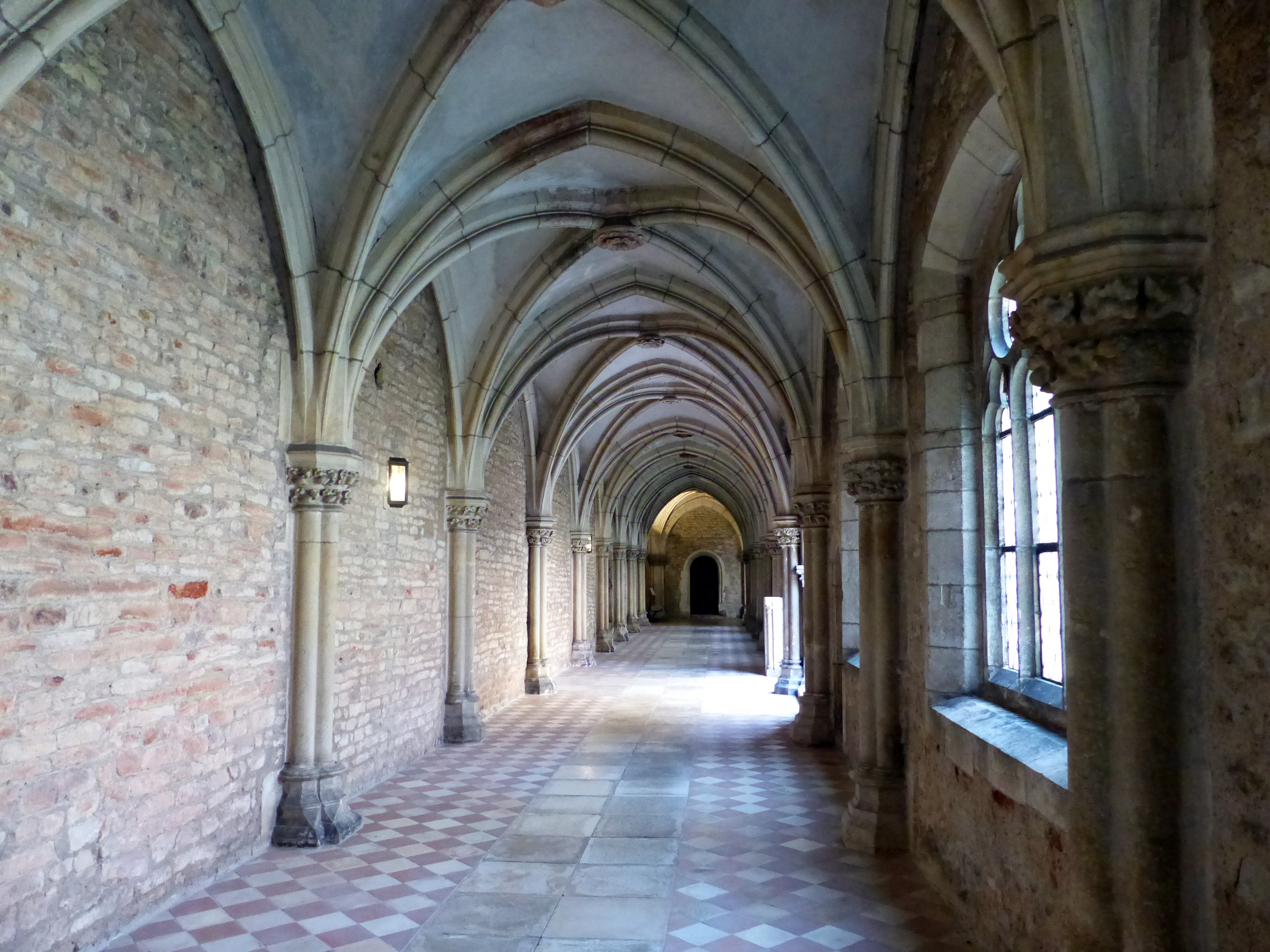
Interno dell'abbazia di Sant'Emmerano di Ratisbona

Il cosiddetto Fragmentum de Arnulfo Duce Bavariae (traducibile in "frammento sul duca di Baviera Arnolfo") è un frammento di un testo più ampio non pervenutaci redatto attorno al 919/20 redatto nell'abbazia di Sant'Emmerano di Ratisbona riguardante il duca di Baviera Arnolfo I. Il Fragmentum fa parte di una narrazione di alcuni conflitti indefiniti che Arnolfo I combatté con i re del regno dei Franchi Orientali Corrado I ed Enrico I nel primo quarto del X secolo.

## Contenuto e stile delFragmentum de Arnulfo duce Bavariae

### Contenuto
Il testo del Fragmentum inizia bruscamente con una mezza frase in cui si descrive che Enrico I (Saxo Heimricus), su consiglio di un vescovo senza nome, aveva invaso il regno bavarese (regnum Baioariae). Viene sottolineata l'illegittimità di questa invasione, in quanto la Baviera era un territorio in cui nessuno degli antenati di Enrico aveva posseduto nemmeno un piede (gressum pedis) di terra. Questa, sostiene, è anche la ragione per cui fu sconfitto alla sua prima invasione (primo ingressu) dalla provvidenza di Dio (Dei nutu). Questo può essere visto come una prova del fatto che Enrico non combatté solo una volta contro la Baviera ed Arnolfo.
Nel secondo paragrafo, l'ignoto cronista fa notare che il predecessore di Enrico al trono, Corrado I, invase anch'egli la Baviera in modo illegale e ostile (non regaliter sed hostiliter): in questa occasione, Corrado attraversò la Baviera uccidendo e saccheggiando, rendendo molti bambini orfani (orphanos) e le donne vedove (viduas); Ratisbona fu quindi incendiata e saccheggiata. Dopo che Corrado ebbe commesso questi crimini (peccatis), fu costretto dalla divina provvidenza (divino nutu) a ritirarsi (exierunt coacti). Il motivo della ritirata non è menzionato.
L'ultimo paragrafo è un elogio per il duca Arnolfo, in cui questo è definito un leader glorioso (gloriosus dux), benedetto dal cielo (ex alto) con ogni tipo di merito, coraggioso ed energico. Solo lui aveva salvato il suo popolo dal flagello dei Sassoni (de sevienti gladio paganorum) e restaurato la loro libertà. Questo elogio per il duca bavarese è senza precedenti per il suo tempo e sottolinea la sua posizione di potere nel sud-est del regno dei Franchi Orientali, in procinto di dissolversi, così che «Arnolfo [...] [ha trovato] quasi la stessa risonanza nella scarna storiografia del suo tempo del re Enrico».

### Data di composizione, tradizione, tipo di testo
I ricercatori concordano all'unanimità che l'abbazia di Sant'Emmerano a Ratisbona fu il luogo di redazione del Fragmentum de Arnulfo duce Bavariae. Gli anni 919 e 920 sono ampiamente considerati la data di redazione. Quello che è certo, è che fu scritto mentre era ancora in vita il duca Arnolfo I di Baviera († 937). Il tono ostile del Fragmentum esclude che le due parti in conflitto si fossero già accordate al momento della sua stesura. Quindi, se si assume -come è stato spesso sostenuto- il 921 come anno della conclusione della pace, il Fragmentum deve essere stato scritto tra una presunta prima campagna fallita di Enrico I e la seconda coronata dal successo. Andreas Kraus si discosta da questo e dà l'anno 935 come data di redazione.
Il Fragmentum de Arnulfo duce Bavariae è l'unico frammento sopravvissuto di un testo storiografico di lunghezza sconosciuta, il cui contenuto e la sua finalità sono ugualmente sconosciuti. Ludwig Holzfurtner presume che sia la parte finale di un testo più lungo. Il poco che è sopravvissuto di questo testo sembra dimostrare che facesse parte di un'opera celebrativa su Arnolfo I e, pertanto, alcuni storici ritengono che questa sezione sia stata deliberatamente tramandata, mentre il resto del testo non venne conservato. Essendo un testo contemporaneo, il Fragmentum dipinge un'immagine totalmente positiva di Arnolfo, e contrasta quindi con la valutazione prevalentemente negativa del duca bavarese, soprattutto nella storiografia vicina al re, che gli valse l'epiteto de "il Cattivo". Anche altri scritti nella cerchia di potere di Arnolfo lo caratterizzano come un sovrano ideale e non menzionano alcune delle decisioni politiche impopolari del duca bavarese, come l'ampia secolarizzazione della chiesa bavarese. Il Fragmentum ci è pervenuto in un unico manoscritto non contemporaneo, contenente le prime parti del trattato filosofico De nuptiis Philologiae et Mercurii ("Il matrimonio della filologia con Mercurio") dello studioso tardo antico Marziano Capella, ed è conservato sotto la segnatura clm 14729 nella Bayerische Staatsbibliothek di Monaco di Baviera. Il testo è stato aggiunto al fol. 70 nel XII secolo.

## Il conflitto tra Arnolfo ed Enrico I

### Cronologia degli eventi
Enrico I dovette affrontare numerosi problemi quando si insediò sul trono: egli, infatti, dovette impedire la divisione del suo regno, ma questo problema non era secondario rispetto alla difesa contro gli magiari ed i normanni. Anche la (ri)conquista della Lotaringia rappresentava un punto importante e prestigioso da conseguire presente nella sua agenda politica. Il duca bavarese Arnolfo I non ebbe alcun contatto con la monarchia franco orientale dalla sua ascesa al potere nel 907, per cui è ragionevole supporre che egli considerasse se stesso e il territorio che governava come non appartenenti al regno. Non è quindi inverosimile il fatto che si vedesse come re, anche se probabilmente non si riferiva come sovrano del regno dei Franchi Orientali, ma al suo territorio come un regnum indipendente -una denominazione per il ducato tribale (Stammesherzogtum) bavarese, che anche il cronista del Fragmentum scelse, e un'idea che non era estranea al l'alto Medioevo: sotto i Merovingi e più tardi anche sotto i Carolingi, era pratica comune dividere il territorio tribale, sebbene di solito solo tra parenti della propria Sippe.
In ogni caso, Arnolfo evidentemente non prestò ad Enrico I il dovuto rispetto sotto forma di omaggio. Strutturalmente, tuttavia, il problema risale ancora più indietro: Arnolfo era già entrato in conflitto con il predecessore di Enrico, Corrado I, la cui natura di questo scontro è di difficile accertamento. Questo ed altri conflitti simili che Corrado ed Enrico dovettero affrontare possono essere ricondotti principalmente al fatto che ai potentati contemporanei nel regno dei Franchi Orientali mancava un sentimento di appartenenza comune, che era venuto meno dopo la morte del sovrano carolingio Arnolfo di Carinzia nell'899. I duchi bavaresi godevano di una posizione preponderante nella struttura di governo nel (tardo) periodo carolingio e grazie alla loro Königsnähe, ebbero mano libera nella successione al trono ducale; l'ultimo duca dei bavari formalmente indipendente prima dell'annessione carolingia fu Tassilone III. Arnolfo si dimostrò anche un energico sovrano in patria, ma ebbe anche successi in politica estera: contrariamente a Corrado I e Enrico I, riuscì a respingere con successo i magiari nel 913.
È difficile ricostruire l'esatto svolgimento dello scontro tra Arnolfo e il re Enrico a causa della tradizione frammentaria degli eventi del 920/21. Non è quindi possibile stabilire se sia stato l'atteggiamento generale di Arnolfo a spingere Enrico I a intraprendere un'azione punitiva, o se sia stato un singolo evento a far scattare l'azione del re Liudolfingio. È possibile che Enrico I si sia allarmato quando Arnolfo rivolse le sue mire espansionistiche alla Boemia e all'Italia. Si presume generalmente che il 920 sia l'anno della prima fallimentare campagna di Enrico I contro Arnolfo e il 921 l'anno della stipulazione della pace. Quel che è certo, è che era in gioco l'ordine pubblico del regno, una situazione in cui un re medievale doveva agire, perché solo in accordo con i grandi del regno poteva perseguire una politica di successo. Anche se, con l'aiuto delle fonti esistenti, non si può provare una sottomissione rituale di Arnolfo ad Enrico I, una cosiddetta deditio, è molto probabile che una cosa del genere ebbe luogo, come mostrano casi contemporanei comparabili.
Gli alti conflitti nobiliari in epoca ottoniana erano - con poche eccezioni - sempre risolti in questa forma e, di regola, procedevano idealmente in tre fasi: «escalation controllata, ruolo quasi istituzionalizzato degli intercessori per risolvere il conflitto, ripristino ritualizzato dello status quo ante». Quest'ultimo era spesso suggellato da una cosiddetta alleanza di amicitia, cioè un trattato di amicizia. La conclusione dell'alleanza veniva celebrata pubblicamente al fine di rendere visibile ad un pubblico più vasto il (ri)stabilimento del consenso tra le parti in conflitto, in questo caso tra il re e il duca. Arnolfo fu doppiamente legato a Enrico: da un lato come vassallo del re e dall'altro come amico personale dei Sassoni. Questa possibilità di risolvere i conflitti è un elemento strutturale essenziale del dominio ottoniano: Enrico I, a differenza dei suoi predecessori Carolingi e Corradinidi, si astenne dall'intervenire nelle faccende di tutte le parti del suo regno, ma piuttosto fece affidamento sull'integrazione: si alleò con i singoli duchi tribali -Eberardo in Franconia, Burcardo I in Svevia e ad Arnolfo in Baviera - e diede loro la massima libertà possibile nella politica interna in cambio di un giuramento di fedeltà. Un'eccezione era la politica ecclesiastica: Enrico I e i suoi successori ottoniani generalmente intervenivano nell'investitura del clero territoriale: spesso i vescovi non indigeni erano quindi sempre più dipendenti dal favore e dal sostegno del re franco orientale a causa della loro mancanza di una base di potere nella loro diocesi. In questo contesto è quindi particolarmente degno di nota che Enrico I, nel cosiddetto trattato di Ratisbona del 921 in favore di Arnolfo, rinunciò ad intervenire nelle faccende del clero bavarese a favore di Arnolfo, e questa concessione ebbe luogo probabilmente per la ampia base di potere politico interno ed estero del duca bavarese.

### La questione del "contro-regno" del duca Arnolfo
Nella ricerca si discute ancora oggi se Arnolfo si sia effettivamente innalzato ad anti-re. Questa supposizione è certamente possibile, perché «a quanto pare, anche [...] il duca Arnolfo I di Baviera rivendicava a quel tempo una regalità di grandezza incerta», come suggerisce Alois Schmid. Questa tesi è sottolineata da Robert F. Barkowski e Kurt Reindel, che identificano Arnolfo come un anti-re sulla base delle fonti disponibili. Anche Wolfgang Giese e Roman Deutinger concordano con questa ipotesi avendo come riferimento gli Annales Iuvavenses.
Gerd Althoff e Hagen Keller, invece, favoriscono la tesi che Arnolfo sia stato proclamato re dai suoi sostenitori. Tuttavia, questa elevazione reale era limitata alla parte bavarese del regno, per quanto riguarda la rivendicazione del potere. Di conseguenza, Arnolfo non era un anti-re in senso proprio, ma piuttosto un "rivale al trono" che, tuttavia, rivendicava diritti regi indipendenti solo su una parte del regno dei Franchi Orientali. Ciò appare plausibile sullo sfondo del fatto che il sentimento di coesione interna del regno era andato perso alla fine del IX secolo.
Ludwig Holzfurtner, d'altra parte, va contro l'idea di qualsiasi tipo di (contro)regalità di Arnolfo, in quanto questo agì troppo passivamente in tutto questo. Nel caso di Arnolfo, non esiste quasi nessuna prova definitiva riguardo ad una possibile elevazione reale, come una cavalcata reale (Königsumritt) o la scrittura di lettere circolari a destinatari di alto livello. Il fatto che Arnolfo avesse governato in Baviera come un re e avesse attirato su di sé le prerogative reali non era sufficiente come prova di una (anti)regalità.

## Produzione
- Georg Heinrich Pertz (Hg.): Fragmentum de Arnulfo duce Bavariae. In: MGH SS XVII. Hahn, Hannover u. a. 1861, S. 570. (versione digitale).